# موسیقی نواحی ایران
موسیقی نواحی گونه‌ای از موسیقی است که به نغمه‌ها و سازها و نواهای مناطق و نواحی ایران نظر دارد.
از زمانی که مطالعات و پژوهش‌ها دربارهٔ موسیقی نواحی انجام شده نام‌هایی چون موسیقی محلی و فولکلور و اقوام و مقامی هم به این‌گونه موسیقایی نسبت داده شده‌اند.

## تاریخچه
پیش از سال ۵۰ خورشیدی، موسیقیدانان ایرانی دو واژه عمومی برای این نوع موسیقی را به کار می‌بردند. موسیقی محلی و موسیقی فولکلور. «فولکلور» از سنتی انگلیسی می‌آید و تنها واژه باقی‌مانده از مکتب طبقه‌بندی دانش در انگلستان است که بعد از رویکرد ترمینولوژی جدید به ریشه‌های لاتین، هنوز هم به کار گرفته می‌شود. در فارسی این واژه را «فرهنگ عامه»، «فرهنگ عامیانه» و «فرهنگ توده» ترجمه کرده‌اند.
در اوایل دهه ۵۰ دو واحد در رادیو تلویزیون ملی ایران به نام‌های «مرکز حفظ و اشاعه» و «گروه گردآوری و شناخت موسیقی بومی» شکل گرفت. اولی زیر نظر داریوش صفوت و نورعلی برومند بود و موسیقی دستگاهی ایران را مورد توجه قرار می‌داد و دومی با پیشنهاد فوزیه مجد، بدل به واحدی برای گردآوری موسیقی اقوام ایرانی شد. در این واحد محمدتقی مسعودیه نیز حضور داشت. با پیشنهاد این جمع، واژه‌های بومی و محلی در کلیه گزارش‌ها و مکاتبات و متون تولید شده توسط اعضا حذف شد و جای آن را «موسیقی نواحی ایران» گرفت.
تا پیش از جشنواره موسیقی نواحی کرمان، عمدتاً عنوان موسیقی مقامی برای این گونه موسیقی مورد استعمال قرار می‌گرفت، اما بعد از این جشنواره عملاً سایر نام‌گذاری‌ها در سایه این نام قرار گرفت.